# Tollien Schuurman
Tollina Wilhelmina Schuurman dite Tollien Schuurman (née le 20 janvier 1913 à Zorgvlied et morte le 29 janvier 1994 à Apeldoorn) est une athlète néerlandaise, spécialiste des épreuves de sprint.

## Biographie
Elle remporte deux médailles d'argent, sur 100 m et sur 200 m lors des Jeux mondiaux féminins de 1930, à Prague. Elle participe aux Jeux olympiques de 1932, à Los Angeles, se classant quatrième de l'épreuve du relais 4 × 100 m après avoir été éliminée en demi-finale du 100 m, où après un faux-départ, elle ne finit que quatrième de sa série.
Elle égale le record du monde du 100 mètres de 12 s 0 le 31 août 1930 à Amsterdam, puis devient la première femme à courir sous les 12 secondes en établissant le temps de 11 s 9 le 5 juin 1932 à Haarlem.

### Palmarès
| Date | Compétition            | Lieu        | Résultat | Épreuve   |
| ---- | ---------------------- | ----------- | -------- | --------- |
| 1930 | Jeux mondiaux féminins | Prague      | 2e       | 100 m     |
| 1930 | Jeux mondiaux féminins | Prague      | 2e       | 200 m     |
| 1932 | Jeux olympiques        | Los Angeles | 4e       | 4 × 100 m |

### Records
| Épreuve | Performance | Lieu       | Date         |
| ------- | ----------- | ---------- | ------------ |
| 100 m   | 11 s 9      | Haarlem    | 5 juin 1932  |
| 200 m   | 24 s 6      | Schaerbeek | 13 août 1933 |